# Добре Стране
Добре Стране су засеок села Брезна и који је скоро потпуно опустео. Не наводи се у пописима 1948—2011. као засебно место. Добре Стране се налазе на десној обали Ибра, у подножју Столова. Наспрам Добрих Страна је Чемерно које се налази с друге стране Ибра са својим врховима Демероњом, Караулом, Малом Караулом, а сви ти топоними воде порекло из првог и другог Српског устанка.

## Демографија
Село Брезна по попису из 2011. године има 77 становника, укључујући ту и становнике заселака као што су Добре Стране.

## Назив
Не постоји поуздан извор о настанку имена овог места. Чак ни признати аутори као што је Радослав Павловић нису поменули настанак имена Добре Стране. Ипак, постоји објашњење у виду легенде зашто се ово каменито место, препуно змија и ловаца на исте назвало ДОБРИМ ? Ради бољег објашњења овог имена морамо се вратити у даљу прошлост и поменути да је у то пред Немањићко доба као и у њихово доба постојала разграната мрежа путева којима се обављао саобраћај, како колски, тако коњима и пешице. Један од таквих путева, а важнијег значаја је био и пут који је повезивао манастир Студеницу са манастиром Жича и који је ишао даље ка Краљеву (тада Рудо Поље, касније Карановац). Пут је ишао од Студенице, преко висоравни Ђакова, Дубочице, Маглича и низ Тршљиче силазио ка Ибру, на месту Пивнице - (где су по легенди, били Немањићки подруми).
У народном сећању је остала легенда о настанку имена неких места: Полумир и Добре Стране. У Полумиру је постигнуто примирје између завађене браће Вукана и Стевана које је њихов брат Свети Сава успео да убеди да се помире и да размисле о миру. Пут од Полумира су наставили даље низ Ибар, описаним путем, ка Жичи. Када су се затекли негде на Демероњи (део Чемерна) која се налази наспрам Добрих Страна, а на путу ка Магличу и Жичи ту су се улогорили јер их је затекла ноћ. На том месту су се браћа помирила и Свети Сава је тим поводом благословио то место и планине које је угледао наспрам себе, преко пута Ибра назвавши их Добрим. Име и легенда је остало до данас, а ниједан поуздан извор о неком другом постанку имена није остао. То име се не спомиње ни у Жичкој даровници Стефана Првовенчаног из 1220 године у којој препознајемо много топонима и данас актуелних. Нити препознајемо то место под другим називом. Такође, не спомиње се ни име Полумир. То може да значи само да су та два имена била врло млада и да се још нису усталила у народу, да су релативно нова у то доба.

## Занимљивости
Ипак, железничка станица носи то име и има најдужи уксрни колосек на траси Краљево - Рашка након Краљева. Неко време та станица је била јако значајна због дрвне индустрије предратног индустријалца Миљка Петровића - Риже, који је конструисао рижу све од Рисовца (далеко у планинама Троглава) до ушћа реке Дубочице у Ибар где су трупци из риже падали у Ибар и текли Ибром до Добрих Страна где су хватани на решетку и подизани до колосека и транспортовани вагонима. Касније је Миљко Петровић, човек звани Рижа, проглашен за народног непријатеља од стране новоформиране комунистичке власти, одузета су му сва грађанска права као и имовина. Упркос томе што се у рат није мешао онако као су га комунисти представљали.
Напротив, помагао је и њихову борбу, уништио је властиту железницу да је Немци не би могли користити... али то је нека друга, посебна прича.
Према репортажи "Политике" из 1937, као градитељ "канала" за пренос дрвета је наведен сељак Миљко Мартић.